# 塩野毘沙門堂
塩野毘沙門堂（しおのびしゃもんどう）は、山形県米沢市にある毘沙門天を本尊とする仏堂である。

## 歴史
伝承によれば大同4年（809年）に徳一が開創したという。本尊は福徳毘沙門天王と称する毘沙門天像で秘仏とされ、徳一の作とも安然の作ともいう。また、地元の伝承では承和3年に出羽の郡司小野良実が、飛騨の宮大工を呼び寄せて大きな堂を建立したという。
室町時代の長享2年（1488年）に火災によって毘沙門堂・本尊・記録など一切を焼失するが、延徳2年（1490年）時の米沢城主伊達氏13代伊達尚宗によって再建されたと伝え、現在の毘沙門堂はこの時の再建によるものを何度も修築したものである。
江戸時代には上杉氏の保護を受け毘沙門領として50石を認められ、特に元禄11年（1698年）米沢藩四代藩主である上杉綱憲などが大修理を行ったことが記録されている。その後、嘉永3年（1850年）にも米沢藩によって大修理が施されている。

## 堂下の井戸
塩野毘沙門堂は、本尊毘沙門天を安置する須弥壇の下に井戸がある珍しい構造になっている。長享2年の火災の教訓によるものか、火災の際は本尊が井戸に落ち難を逃れるためと伝えられる。地元の伝承ではこの井戸を覗くことは禁忌とされ、大正時代の大修理の際も井戸を覗くものがいなかったと伝える。

## 境内
毘沙門堂ー六間四方。大正11年（1922年）大修繕
仁王門 - 享保18年（1733年）上杉宗憲により建立。安政6年（1859年）再建。
弁天堂 - 本尊は蛇頭弁財天と伝えられる。
弁天池
大宮碑 - 嘉永3年（1850年）
毘沙門天巨大銅像
元禄時代に描かれた米陽八景にその姿（毘沙門堂と弁天池・別当延徳寺）を見ることができる。

## 年中行事
- 1月1 - 3日　初参り
- 1月13日　毘沙門天年越し大般若会
- 最初の壬辰　壬辰の火伏せ行事
- 節分の日　星供護摩祈祷
- 4月17、18日　塩野毘沙門堂春祭り
- 8月17、18日　塩野毘沙門堂祭礼
毎年8月18日には大般若祈祷会（大般若波羅蜜多経全600巻を多数の僧侶によって転読祈祷する）が厳修される。前日の8月17日には宵祭りがあり、「毘沙門様の暴れ神輿」として知られる。

## 所在地
- 山形県米沢市塩井町塩野2075